# Mamestra marilopterix
Mamestra marilopterix är en fjärilsart som beskrevs av John G. Franclemont 1982. Mamestra marilopterix ingår i släktet Mamestra och familjen nattflyn. Inga underarter finns listade i Catalogue of Life.